# TT401
La tombe thébaine TT 401 est située à Dra Abou el-Naga, dans la nécropole thébaine, sur la rive ouest du Nil, face à Louxor en Égypte.
C'est la tombe de Nebséni, surveillant des orfèvres d'Amon durant les règnes de Thoutmôsis III et Amenhotep II (XVIIIe dynastie).